# Albert Voorn
Albert Voorn (Hilversum, 23 mei 1956) is een Nederlands springruiter.  
In het begin van de jaren 90 stapte hij voor korte duur over naar de military, maar concentreerde zich binnen twee jaar toch weer op het springen. Hij is de vader van de eveneens succesvolle springruiter Vincent Voorn.
Aanvankelijk stond Voorn bekend om zijn harde aanpak van de paarden die hij trainde. Later heeft hij door toedoen van onder andere Franke Sloothaak geleerd dat het ook anders kan, met zachte hand toch bereiken dat het paard doet wat de ruiter wil.
Voorn werkte ook voor onder meer Henk Nooren en Paul Schockemöhle.

## Erelijst (selectie)
Olympische Spelen
- 2000 – Sydney: Zilveren medaille individueel met zijn paard Lando
- 2000 – Sydney: Vijfde plaats in teamverband (samen met Jeroen Dubbeldam, Jan Tops en Jos Lansink).

Wereldkampioenschappen
- 1982: Vierde plaats met zijn paard Jonker
- 1984: Vierde plaats met zijn paard Nimmerdor
- 1986: Wereldbekerproef met zijn paard Rasputin
- 1994: Wereldbekerproef met zijn paard Amethyst

Nederlandse kampioenschappen
- 1982: Bronzen medaille met zijn paard Devon S
- 1983: Vijfde plaats met zijn paard Purplex
- 1988: Zilveren medaille met zijn paard Winnipig
- 2000: Gouden medaille, Nederlands kampioen met zijn paard Lando